# Armeria trachyphylla
Armeria trachyphylla är en triftväxtart som beskrevs av Johan Martin Christian Lange. Armeria trachyphylla ingår i släktet triftar, och familjen triftväxter. Inga underarter finns listade i Catalogue of Life.